# イブラ国際ピアノコンクール
イブラ国際ピアノコンクール（英語の正式名はIBLA Grand Prize Piano Competition）は、イタリアのシチリア島の南部ラグーザ県イブラで毎年開催されるイブラ財団が主催する「イブラ・グランド・プライズ」のコンクールのピアノ部門のことを指す。

## 概要
イブラ・グランド・プライズは、シチリア島の南部ラグーザ県イブラで行われている、作曲家、ピアニスト、声楽家、その他楽器奏者など、幅広い音楽家のための国際コンクール。イタリアのピアニスト、サルバトーレ・モルティサンティが設立し第1回コンクールは1991年の夏に開催された。東京・インドネシア支部の会長をデヴィ夫人が務めている。本部はアメリカ・ニューヨークにあり、設立以来、才能ある音楽家の発掘と育成に尽力。また、スタインウェイ＆サンズをはじめ、ニューヨーク大学やバークリー音楽院、マギル大学、クイーンズ大学といった教育機関が協力している。
長年マルチェロ・アバドが芸術顧問として務め、毎年の審査員は国際的に著名な音楽家がメンバーに名を連ねている。

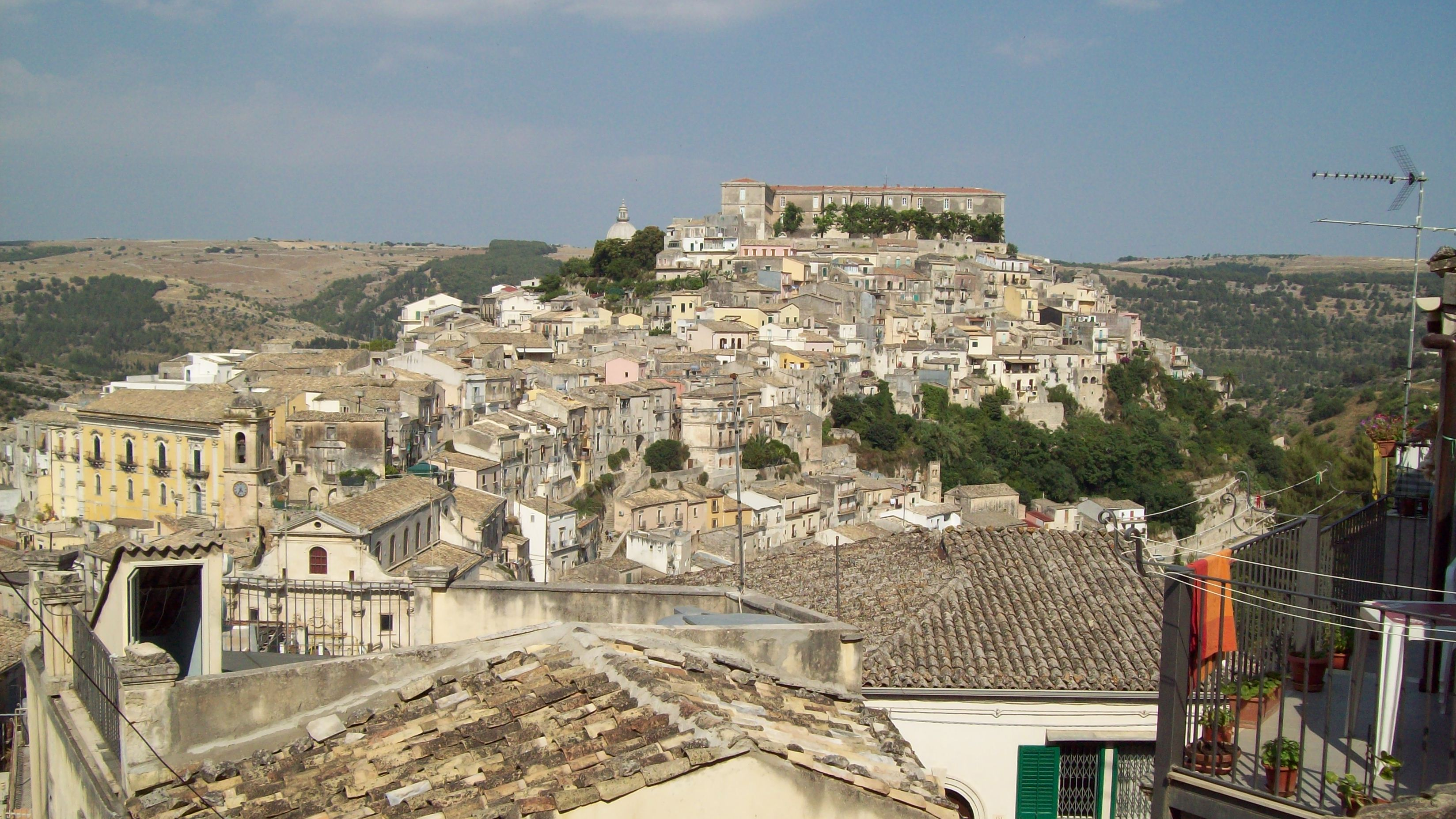
イブラの丘–競争が行われるラグーザの一部
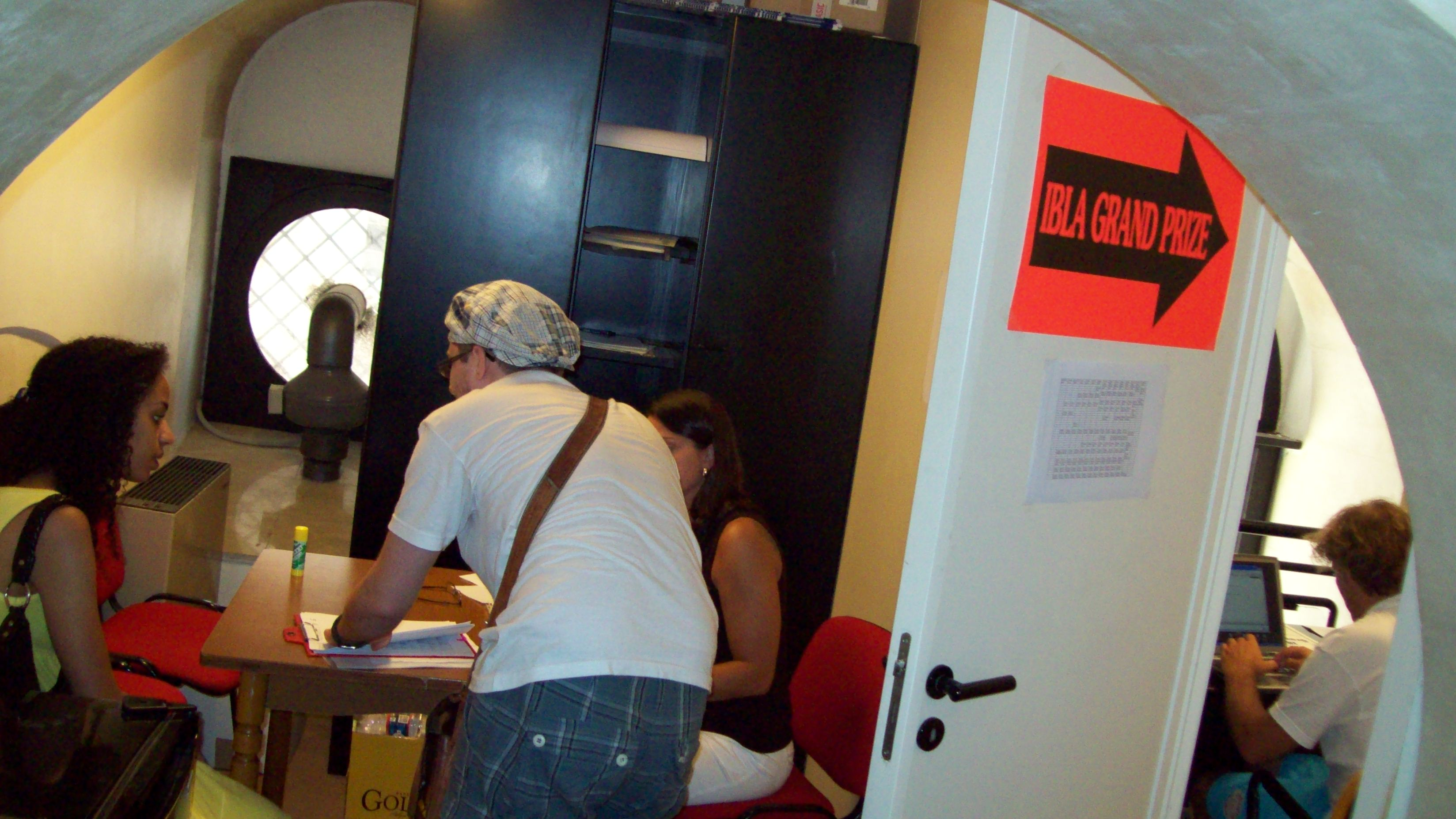
ファルコーネのIBLAグランプリオフィス - ボルセリーノホール
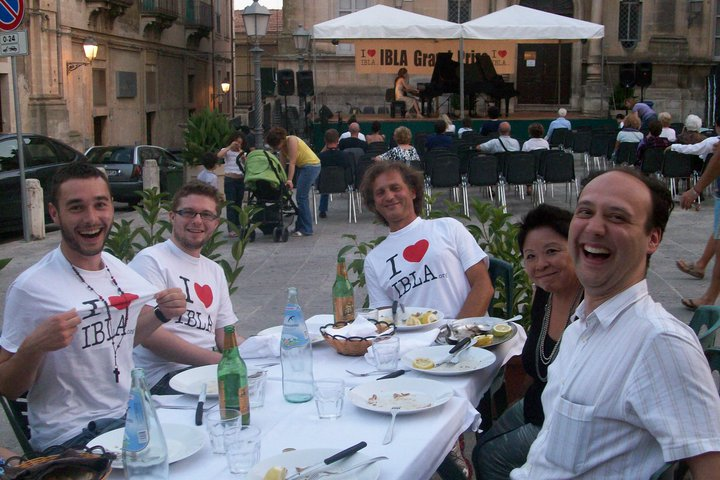
夜のコンサートが行われるポーラ広場
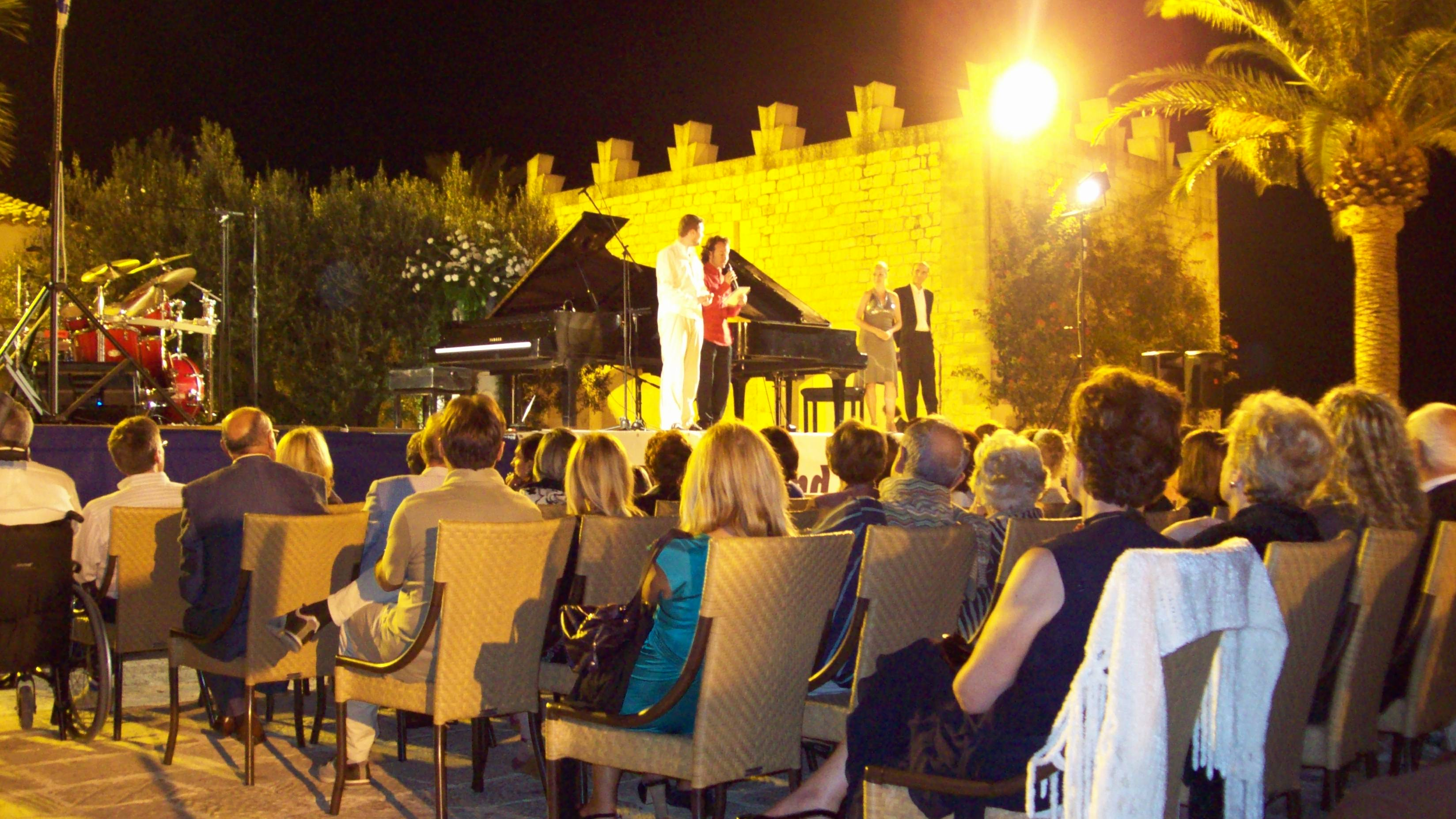
2010年の最終コンサート中のヴィラクリシオーネの観客
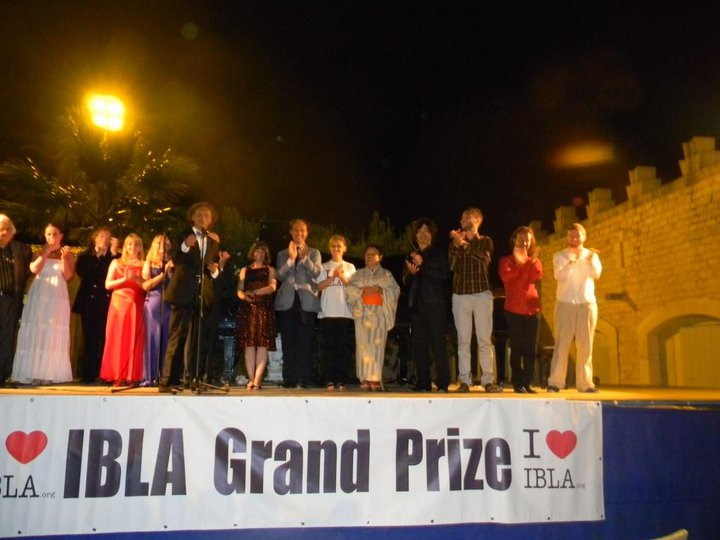
最終コンサート中のIBLA 2010チーム